# 아차산배수지체육공원
아차산배수지체육공원(峨嵯山配水池體育公園, Achasan Baesuji Sports Park)은 대한민국 서울특별시에 있는 스포츠 시설이다. 인조잔디 필드가 갖춰진 경기장이며, 2007년 12월에 준공되었다.

## 참고 문헌
- “아차산배수지체육공원”. 광진구시설관리공단.
- 《2023 전국 공공체육시설 현황 (2022년 12월말 기준)》. 대한민국 문화체육관광부. 2024.